# Volkmar Gabert
Volkmar Gabert (* 11. März 1923 in Dreihunken (Drahůnky), Tschechoslowakei; † 19. Februar 2003 in Unterhaching) war ein deutscher sozialdemokratischer Politiker.

## Leben
Sein Vater Anton Gabert war Lehrer, Bürgermeister und Mitglied der Deutschen Sozialdemokratischen Arbeiterpartei in der Tschechoslowakischen Republik. Nach dem Münchner Abkommen von 1938 und dem Einrücken der deutschen Wehrmacht in das Sudetenland floh er mit seinen Eltern vor den Nationalsozialisten nach Prag und emigrierte vor der Besetzung Tschechiens, der sogenannten „Zerschlagung der Rest-Tschechei“, 1939 nach England. Dort verdiente er als Landarbeiter, Monteur und Eisendreher seinen Lebensunterhalt. Zugleich betätigte er sich in sozialistischen Exiljugendgruppen und gehörte dem Exilvorstand der sudetendeutschen Sozialdemokraten an.
1946 kam er als Übersetzer der amerikanischen Streitkräfte nach Bayern. Da nach dem Zweiten Weltkrieg wegen der Vertreibung der Deutschen eine Rückkehr in die Heimat nicht möglich war, ließ er sich in München nieder, wo er sich in der Betreuung von Heimatvertriebenen engagierte. 1948 schloss er sich der bayerischen SPD an und beteiligte sich am Aufbau der Münchner Sozialdemokraten. Von 1950 bis 1957 war er Landesvorsitzender der Jungsozialisten und von 1950 bis 1978 Mitglied des bayerischen Landtags.
Volkmar Gabert war von 1962 bis 1976 Vorsitzender der SPD-Fraktion im Landtag und wurde 1963 zum bayerischen Landesvorsitzenden gewählt. Er übte dieses Amt bis 1972 aus und errang bei den Landtagswahlen als Spitzenkandidat die besten Ergebnisse für die bayerische SPD in der Nachkriegszeit: 1962: 35,3 %, 1966: 35,8 % und 1970: 33,3 %. 1964 bis 1979 gehörte er dem Bundesvorstand der SPD an. 1976 bis 1978 war er 2. Vizepräsident des Bayerischen Landtags.
1971 wurde er als Nachfolger von Waldemar von Knoeringen Vorsitzender der Georg-von-Vollmar-Akademie und ab 1989 bis zu seinem Tode war er ihr Ehrenvorsitzender. 1971 bis 1988 fungierte Gabert als Geschäftsführender Vorsitzender der Arbeitsgemeinschaft der demokratischen Sozialisten im Alpenraum. Ab 1986 war er lange Jahre Vorsitzender der Seliger-Gemeinde. Von 1979 bis 1984 gehörte er als Abgeordneter dem Europäischen Parlament an. 1998 wurde er Mitglied des Verwaltungsrates des im Rahmen der Deutsch-Tschechischen Erklärung eingerichteten deutsch-tschechischen Zukunftsfonds.
Gabert war seit 1950 mit Inge Kassler (1927–1994) verheiratet, die bis 1980 Landesvorsitzende der Arbeitsgemeinschaft sozialdemokratischer Frauen (AsF) in Bayern war und ebenfalls mit dem Bayerischen Verdienstorden ausgezeichnet worden war (4. Juli 1991). Von 1997 bis zu seinem Tod war Volkmar Gabert mit Ute, geborene Hageneder, verheiratet.

## Ehrungen
- 1962: Bayerischer Verdienstorden
- 1973: Großes Verdienstkreuz der Bundesrepublik Deutschland
- 1978: Großes Verdienstkreuz mit Stern der Bundesrepublik Deutschland[3]
- 1983: Goldene Bürgermedaille der Landeshauptstadt München
- 1991: Waldemar-von-Knoeringen-Preis der Georg-von-Vollmar-Akademie
- 1997: Europäischer Karlspreis der Sudetendeutschen Landsmannschaft